# Santiago Rugby Club
O Santiago Rugby Club é um clube espanhol de rugby da cidade de Santiago de Compostela, que atua na LGR. Foi fundado em 2007 por um grupo de veteranos do histórico CDU Santiago, e atualmente jogam no campo de rugby da USC. Suas cores sociais são amarelo e preto.